# 永定门西街
39°52′21″N 116°23′37″E / 39.872403°N 116.3935631°E
永定门西街是位于北京市西城区东南部的一条道路。

## 简介
永定门西街东起永定门内大街南口，西到太平街南口，全长1100多米，车行道宽14米。永定门西街原来是先农坛南坛墙与北京外城南城垣之间的道路，因位于先农坛南坛墙外，故称“先农坛南坛根”。1950年代，北京城墙拆除之后，此处辟为道路，初称“永定门西顺城街”，1965年改称“永定门西街”。永定门西街南依南护城河，北为先农坛南坛墙，过去北京首饰厂，北京市胶印二厂等单位都在该街内。该街东端有先农坛体育场，西端有北京市陶然亭游泳场。